# Pleiades (jeu d'arcade)
Pour les articles homonymes, voir Pléiade.
Pleiades (プレアデス) est un jeu d'arcade de 1981 produit par Tehkan (actuellement Tecmo). Le titre provient des Pléiades, les sept filles du titan Atlas dans la mythologie grecque

## Système de jeu
Pléiades est un jeu de tir spatial à plusieurs niveaux dans lequel des navires ennemis volent sur le joueur par vagues d'une manière similaire à des jeux comme Galaxian et Phoenix . Les navires sortent d'un vaisseau mère en haut de l'écran et plongent vers le bas dans une série de motifs que les joueurs doivent anticiper lorsqu'ils tirent sur les navires afin d'éviter d'être effacés par l'assaut martien. Il y a quatre étapes dans le jeu. Dans la première étape, le vaisseau spatial terrien doit défendre la station spatiale contre les envahisseurs martiens qui ont la capacité de passer d'envahisseurs volants envahisseurs ambulants qui construisent des murs à travers la ville terrestre. Ces murs doivent être détruits. À la fin de la première étape, le vaisseau spatial terrien vole vers le haut de l'écran pour se préparer à la deuxième étape. Dans la deuxième étape, le joueur rencontre huit monstres spatiaux qui doivent être touchés directement au centre pour être détruits avant de passer à l'étape trois. À ce stade, les envahisseurs émergent d'un vaisseau spatial en haut de l'écran et foncent sur le joueur lors d'attaques rapides. Dans la dernière vague, le joueur doit naviguer à travers des vaisseaux spatiaux stationnés pour s'amarrer sur une piste d'atterrissage pendant que l'écran défile vers le bas. Des points supplémentaires peuvent être gagnés à ce stade en collectant des drapeaux lorsque le joueur se déplace vers le couloir d'atterrissage.

## Héritage
Pleiades, publié originellement en 1981, par Tecmo est inclus dans la collection Tecmo Hit Parade pour PlayStation 2 qui comprend sept jeux d'arcade classiques l'éditeur. Le jeu est également réédité dans la compilation de onze jeux Tecmo Classic Arcade pour Xbox .
Pléiades a été présenté dans le film d'horreur de 1983, Nightmares " dans la vignette" Bishop of Battle ". Pléiades a également fait une apparition dans le film Sang pour sang des frères Coen en 1984.

## Records
Richie Knucklez détient le record du monde Guinness officiel pour ce jeu avec 279 090 points enregistrés le 4 juin 2011 lors du tournoi annuel de jeux vidéo classiques et de flipper à Funspot à Weirs Beach dans le New Hampshire.